# کلیسای نرسس کامساراکانی
کلیسای نرسس کامساراکانی (ارمنی: Ներսես Կամսարականի Սուրբ Աստվածածին եկեղեցի؛ انگلیسی: Nerses Kamsarakan) یک کلیسا متعلق به کلیسای حواری ارمنی واقع در شهر تالین، استان آراگاتسوتن ارمنستان می‌باشد. ساخت و ساز این ساختمان در سده ۷ام میلادی؛ به پایان رسید. این بنا به سبک معماری ارمنی طراحی شده است.